# Família Naëma
A família Naëma é uma pequena família de asteroides localizados no cinturão principal. A família foi nomeada devido ao primeiro asteroide que foi classificado neste grupo, o 845 Naëma.

## Os maiores membros desta família
| Nome        | Diâmetro | Semieixo maior | Inclinação orbital | Excentricidade orbital | Ano da descoberta |
| ----------- | -------- | -------------- | ------------------ | ---------------------- | ----------------- |
| 845 Naëma   | 54,36 km | 2,939 UA       | 12,630 °           | 0,064                  | 1916              |
| 871 Amneris | ?        | 2,222 UA       | 4,252 °            | 0,120                  | 1917              |